# Kairaku-en

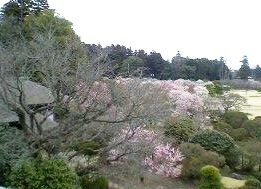
Kairaku-en

Kairaku-en (japonsky: 偕楽園) je japonská zahrada ve městě Mito, prefektura Ibaraki, Japonsko. Společně se zahradami Kenroku-en (兼六園) a Kóraku-en (後楽園) tvoří „Tři nejkrásnější zahrady Japonska“.